# Mikoyan MiG-29M
El Mikoyan MiG-29M (en ruso: МиГ-29М, designación OTAN: Fulcrum-E) es un caza del fabricante ruso Mikoyan desarrollado a partir del MiG-29 Fulcrum durante mediados de los años 1980. Antes conocido como MiG-33, se basa en el desarrollo de la tecnología de los modelos MiG-29M/M2 y MiG-29K/KUB. El MiG-29M a veces también es llamado Super Fulcrum y puede realizar con éxito, misiones de ataque a tierra como un caza polivalente, es el caza más moderno de la familia MiG-29 y relativamente nuevo en el inventario de la Fuerza Aérea de Rusia.

## Desarrollo
En la década de 1980 y en plena guerra fría, la Unión Soviética decidió aumentar la capacidad de combate del caza de supremacía aérea MiG-29 ante el superior nivel de mejoras (upgrade) de los aviones occidentales y la comprobada capacidad del nuevo caza polivalente, el Lockheed Martin F-16 Fighting Falcon, que había sido vendido a varios países de Europa.
Esto era necesario, para poder tener una nave de combate que pudiera realizar con éxito operaciones de cazabombardero multipropósito tipo caza polivalente, misiones de combate para defensa y ataque, en la misma plataforma de vuelo, transportar bombas de caída libre y bombas guiadas por láser, en pilones de carga bajo las alas utilizados para lanzar misiles, adaptados especialmente con pods de carga para lanzar múltiples bombas, en forma similar al caza F-16.
El diseño original del MiG-29 básico, era de un avión caza de «supremacía aérea» de medio alcance, para combate aéreo y defensa de las bases aéreas, frente a Europa y combates «aire-aire» cerrados (dogfights), contra otros aviones caza occidentales, que podría volar junto al caza pesado de largo alcance Su-27 para misiones de escolta de corto alcance y complementar el "Ala de combate", como escolta del caza táctico de largo alcance MiG-25, en el momento del retorno a las bases aéreas del país, cuando era más necesaria mantener su defensa como una nave escolta.
Debido a la nueva necesidad, de tener un avión de combate tipo caza polivalente de diseño multipropósito, en una fuerza aérea moderna y para atender las peticiones de los países compradores de aviones de combate, que necesitaban un avión caza con mayor versatilidad y no tan especializado, para el combate «aire-aire» a gran velocidad y altitud, que les permita ahorrar costos, al tener un nuevo avión de combate, que pueda efectuar con éxito estas dos misiones en una misma plataforma, combatir en el aire contra otros aviones caza y atacar las posiciones del enemigo, se inició la búsqueda de un nuevo avión cazabombardero, para poder cubrir estas necesidades de defensa y ataque.
La mejor opción disponible, era iniciar un nuevo programa de versión mejorada Up-grade del diseño original del caza MiG-29, para tener un avión de ataque más pesado, con alas más grandes y nuevos pilones de carga, con capacidad de lanzar bombas de caída libre, bombas guiadas por láser y misiles "Aire-superficie", para equipar a la Fuerza Aérea Rusa y complementar el "Ala de combate", de los países que necesitan un nuevo avión de combate tipo caza polivalente de diseño multipropósito, para defensa y ataque, en el inventario de su Fuerza Aérea.
El proyecto MiG-29M (conocido como "Super Fulcrum" para la OTAN) fue el inicio de una nueva generación de aviones de combate, para el posterior desarrollo, del nuevo avión cazabombardero multipropósito, que puede defender, combatir contra otros aviones caza en igualdad de condiciones y atacar, posiciones enemigas en tierra y en el mar, con tecnología de generación 4.5 o generación 4++, el nuevo MiG-35 de diseño unificado, que supera al anterior diseño del caza MiG-29 de supremacía aérea, que está al límite de su vida útil.
Rusia necesita modernizar su ala de combate, para reemplazar a los descontinuados MiG-29 que ya no están totalmente operativos en sus bases aéreas, son de alto costo de mantenimiento, ya cumplieron su vida útil y para entrenar, a una nueva generación de jóvenes pilotos de combate, que necesitan pilotar nuevos aviones de combate de generación 4.5 y «quinta generación».
Inicialmente desarrollado como una versión mejorada de ataque para exportación, del anterior caza de supremacía aérea MiG-29, es un nuevo avión cazabombardero multipropósito tipo caza polivalente, puede defender y atacar, en todo tipo de clima y vuelo nocturno, de diseño bimotor y de doble deriva (timón vertical de profundidad), más pesado y con mayor capacidad de ataque.
Tiene el nuevo radar multimodo Zhuk ME fabricado por Fazotron-NIIP, con capacidad para iluminar 10 blancos enemigos y atacar cuatro de ellos simultáneamente; la cabina de mando es de arquitectura abierta (software abierto) para instalar nuevos componentes electrónicos de navegación en el futuro, que pueden ser instalados en los talleres de los países compradores, nuevos radares y nuevo armamento.
Permite la instalación de nuevos tanques externos de combustible para aumentar su alcance, uno bajo el fuselaje central y dos bajo las alas, en los pilones de carga reforzados junto a los motores gemelos, se instaló una toma de combustible externo en la parte izquierda de la cabina de mando sobre un borde aerodinámico levantado, para evitar los disparos del cañón y poder recibir el reabastecimiento de combustible en vuelo para aumentar su alcance en combate.
Puede transportar nuevo armamento de diseño ruso, con la modernización del software y hardware de la cabina de mando, se instalaron pantallas planas a color para el lanzamiento de bombas guiadas por láser, misiles navales y se puede adaptar, otro tipo de armamento extranjero en los pilones de carga, si el cliente así lo solicita, con la ayuda y asesoramiento de técnicos de la fábrica. La cabina de mando mantiene algunos instrumentos análogos tipo reloj del MiG-29, pero se instalaron dos nuevas pantallas planas a color, para el control de armas, sistemas defensivos y mejoras, en la interface de cifrado de datos (Data-link) entre el piloto y la computadora de batalla.

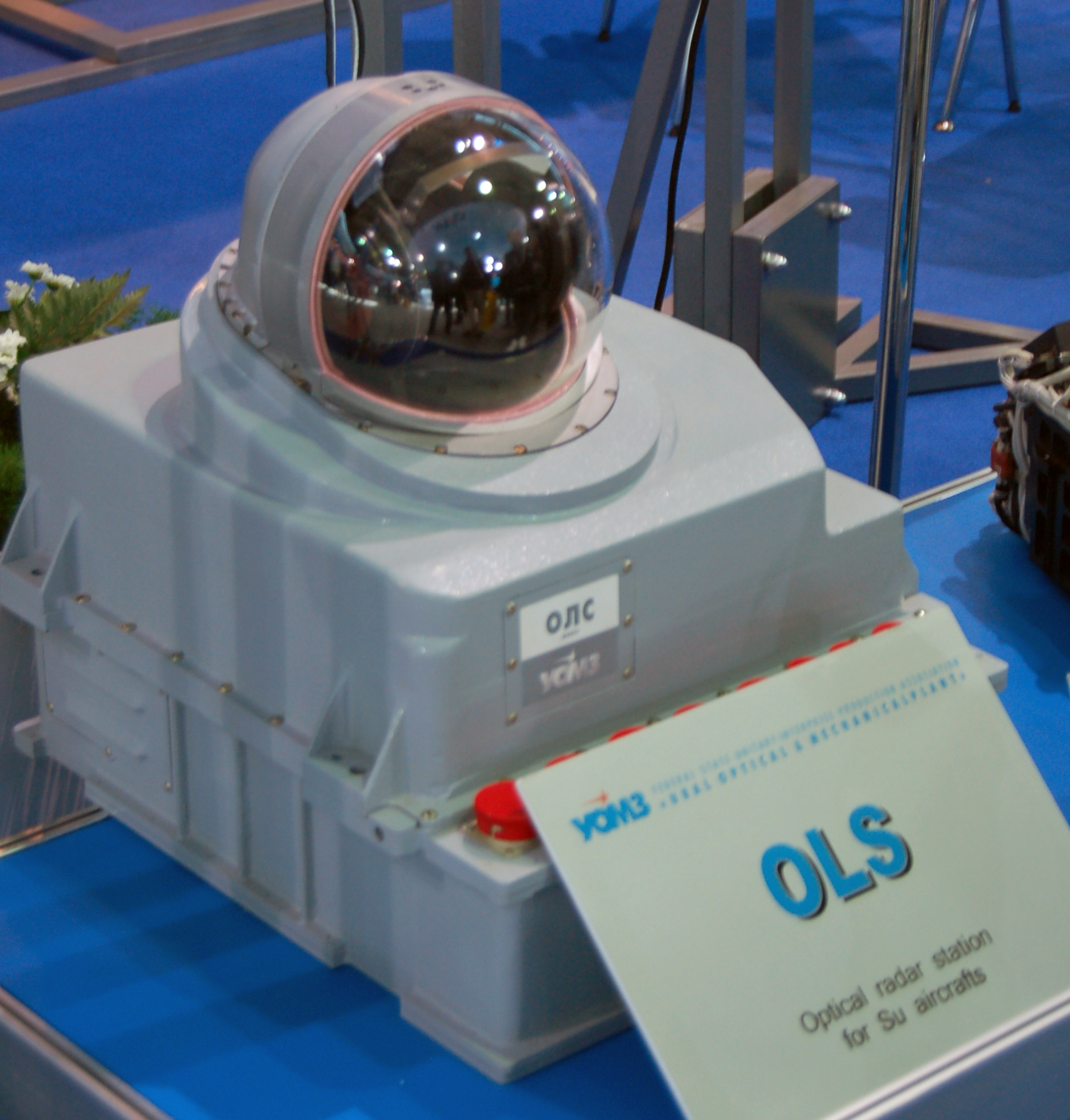
Pod de detección óptica, similar al utilizado por el MiG-29M, en el MAKS-2009

Sobre el cono del radar, se instaló un nuevo sensor IRST (Infrared Search and track) similar al del caza de superioridad aérea MiG-35, este sistema de avistamiento para combate contra otros aviones caza (IRST), es un nuevo sistema de puntería integrado en el casco del piloto, que es un pequeño domo con una cúpula transparente sobre el cono del Radar, es un sistema de búsqueda y seguimiento del objetivo enemigo por infrarrojos IRST, que va montado sobre el cono del Radar, frente al costado derecho del parabrisas de la cabina de mando, funciona en dos bandas de radiación infrarroja y se utiliza, junto con el Radar de la nave, en una misión de combate «aire-aire» contra otros aviones caza en combate cerrado (dogfight). Funciona como un sistema de búsqueda y seguimiento por infrarrojos (IRST), proporcionando detección y seguimiento del objetivo pasivo. En una misión de combate «aire-superficie», realiza identificación y localización de objetivos. También proporciona ayuda de navegación y de aterrizaje, está enlazado con el visor montado en el casco del piloto, con un sensor que gira en forma permanente, mide la distancia del avión enemigo, sin necesidad de alertar al avión enemigo con las señales del Radar de la nave y le informa al piloto, la posición de la nave enemiga, y tiene nuevas contra medidas electrónicas, para operaciones de combate «aire-aire» contra otros aviones caza adversarios «fuera del rango visual del piloto» y en combate cerrado dogfight.
Podrá realizar operaciones de reabastecimiento aéreo de combustible a otros cazabombarderos MiG-29M, con el nuevo tanque externo, manguera flexible y canasta, modelo PAZ-1MK refuelling unit, instalado bajo el fuselaje central y la toma de combustible en el costado izquierdo de la cabina de mando; tendrá un avanzado software integrado de diagnóstico de fallas y alerta de mantenimiento, para disminuir su costo operativo y aumentar su vida útil, podrá operar con seguridad en misiones de combate diurnas y nocturnas, en cualquier tipo de clima y misiones de ataque naval, con vuelos rasantes sobre el mar, en forma similar al afamado cazabombardero francés Dassault-Breguet Super Étendard, que revolucionó el combate naval moderno en la guerra de las Malvinas.

## Diseño

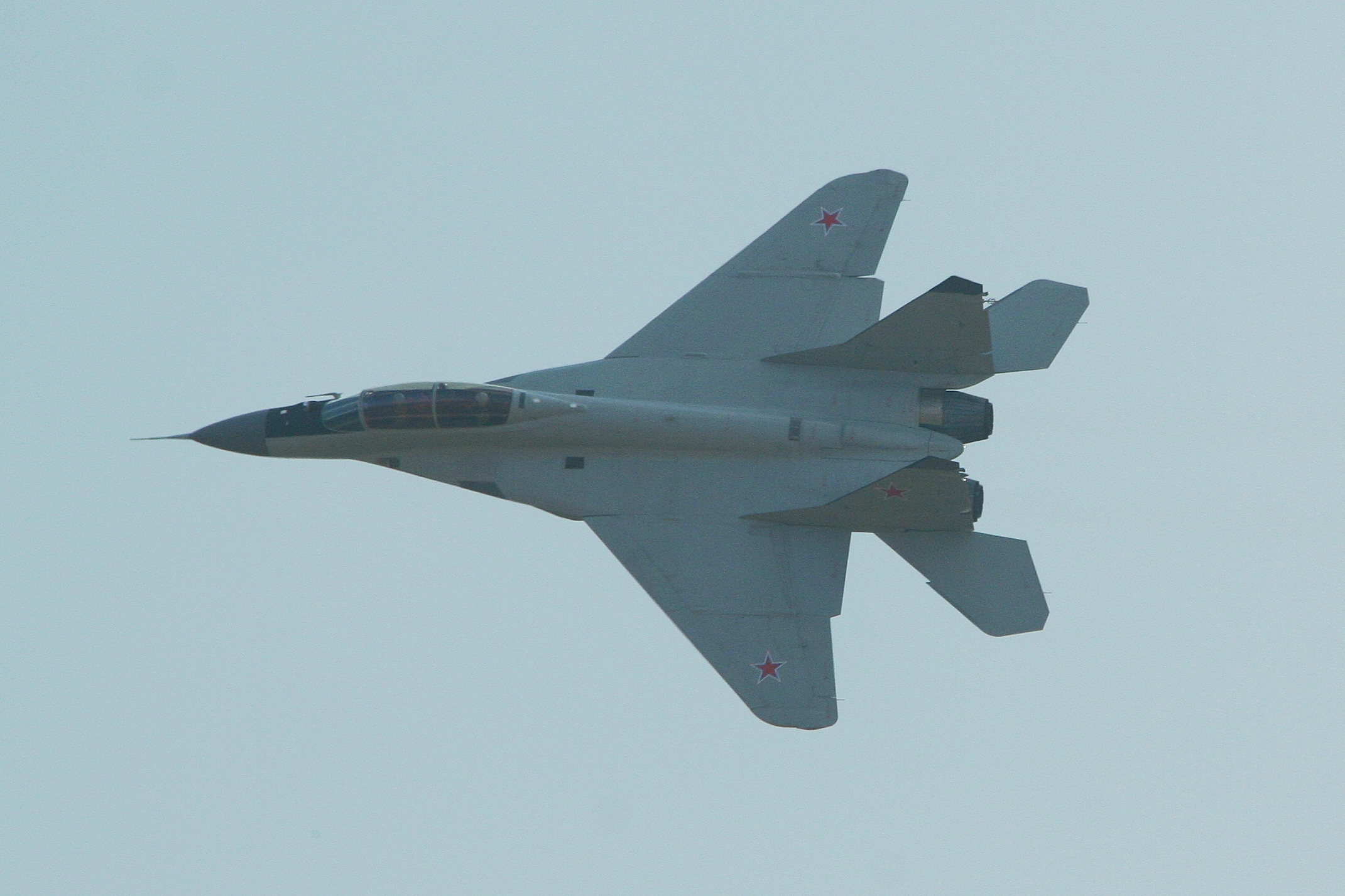
Un MiG-29M2 volando en Zhukovsky en 2012.

Es un caza polivalente, para misiones de ataque en todo tipo de clima, vuelo nocturno, es la nueva versión mejorada con Up-grade de ataque a tierra y bombardero naval, del afamado caza MiG-29 básico, es más pesado y de rango extendido; carga de combate aumentada a 4500 kg para poder transportar mayor armamento de ataque, misiles «aire-superficie» y bombas guiadas por láser, es la base de diseño para el posterior proyecto del caza generación 4++ MiG-35.
Tiene nuevos pilones de carga para armamento bajo las alas y en el fuselaje central, con nueve pilones de carga en total, cuatro bajo cada ala y uno bajo el fuselaje central, entre los motores gemelos, que lo convierten en un nuevo avión caza de diseño multipropósito, puede defender y atacar, superior al anterior caza MiG-29 especializado para combate «aire-aire» a gran altitud, como el afamado caza bimotor McDonnell Douglas F-15 Eagle de la USAF. 
El fuselaje central fue reforzado extensamente para aumentar su capacidad de carga, tiene una pequeña joroba en la parte trasera de la cabina de mando, donde se instaló nuevo equipo electrónico y un nuevo tanque de combustible interno con más capacidad, que aumenta su autonomía y alcance en combate; se cambió la arquitectura de la configuración de las alas, construidas con una nueva aleación de aluminio, para mejorar su performance de vuelo a baja altitud, disminuir su marca de radar y transportar, más carga de combustible y armamento. 
Es miembro de la nueva familia de aviones caza MiG-35 de diseño unificado, generación 4.5 o generación 4++ de transición entre aviones de cuarta y «quinta generación», con nuevo sistema de vuelo por cables fly by wire de redundancia cuádruple; palanca de control tipo joystick de manejo intuitivo; sistema de comando HOTAS (Hands on Throttle and Stick) manos en la palanca de gases y control; mayor capacidad de carga de combustible en tanques internos y externos; nuevo diseño aerodinámico que ofrece menor marca de radar y capacidad de reabastecimiento aéreo de combustible, para extender su rango de combate.
El nuevo MiG-29M (conocido como Fulcrum E para la OTAN) o conocido también, en los inicios de su desarrollo como MiG-33, podrá tener instalado en forma opcional, los nuevos motores gemelos Klimov RD-33MK de empuje vectorial, con un incremento en la potencia y toberas de escape de gases con empuje vectorial, equipado con un sistema de ahorro de combustible para vuelo de crucero a baja altitud y un nuevo sistema de control de gases (tipo FADEC).
La versión básica para exportación a otros países no tendrá motores con empuje vectorial, como la nueva versión mejorada del caza de supremacía aérea y «alta maniobrabilidad» MiG-35, siendo esta su principal diferencia para poder ofrecerlo como una versión económica, debido al mayor costo de los motores de empuje vectorial, su mayor peso y el incremento del costo de vuelo por hora, pero se pueden instalar en el futuro, con un nuevo programa de versión mejorada Up-grade, para convertirlo en la versión más avanzada MiG-29M OVT, para obtener mayor ventaja en combate «aire-aire» contra otros aviones caza, si los países compradores así lo solicitan en el futuro. 
La versión biplaza es el MiG-29M2 para misiones de entrenamiento y guía de ataque del "Ala de combate", en este nuevo diseño el copiloto sentado detrás del piloto en tándem podrá manejar la aeronave con una palanca de control adicional y ver la pista de aterrizaje, con un visor que se levanta sobre la cabina de mando; tiene nuevas pantallas planas tipo LCD. a color, para operar los sistemas defensivos y radar, navegación por satélite GLONASS y nuevo equipo electrónico, para comandar un ataque de penetración profunda de otros aviones de combate y un ataque naval, con vuelos rasantes sobre el mar y gran alcance en combate, con capacidad de reabastecimiento aéreo de combustible con un mecanismo adaptado de canasta y manguera flexible, instalado al costado izquierdo del radomo delantero, para recibir combustible en vuelo desde un avión cisterna de combustible y desde un MiG-29M modificado a otros aviones del "Ala de combate", debido a que en las misiones de ataque y penetración profunda sobre territorio enemigo, volando a baja altitud operativa se consume más combustible, por la mayor resistencia del aire y el cambio del performance de vuelo de la aeronave a baja altitud, donde el aire es más denso, húmedo y pesado.

## Historia Operacional

### Argelia
Argelia adquirió 14 MiG-29M/M2 de acuerdo con un contrato firmado en 2019 durante la feria militar internacional MAKS. Las entregas comenzaron en octubre de 2020.

### Egipto
Egipto firmó un contrato por 46 MiG-29M/M2 en abril de 2015 con entregas que se completarán en 2020.  La variante egipcia se designa como MiG-29M (9.41SM) para el monoplaza, y MiG-29M2 (9.47SM) para el biplaza. En muchos aspectos, son similares al MiG-35, que se exhibió por primera vez en Lukhovitsy en enero de 2017.
Los MiG egipcios incluyen los motores sin humo RD-33MK mejorados, radar de pulso Doppler Zhuk-ME, la última estación de orientación electroóptica OLS-UE, que alimenta imágenes de TV e IR a la pantalla de la cabina e incluye un telémetro láser, a diferencia de los IRST anteriores instalados en MiG-29 que solo presentaban imágenes IR, y la cápsula de orientación T220/e, que permite la utilización de municiones guiadas con precisión, así como bombas no guiadas con una baja probabilidad de error circular. Para fines de guerra electrónica, el avión se suministrará con la cápsula de interferencia activa MSP-418K que utiliza la tecnología DRFM para falsificar misiles guiados por radar. 
El país recibió su primer lote de MiG-29M/M2 en abril de 2017, y para fines de año tenía 15 aviones en su inventario. Se pretende que una modernización propuesta siga en 2020, proporcionando mejoras al radar aerotransportado, el software y otra aviónica. Se espera que la Fuerza Aérea egipcia mantenga sus MiG-29M en servicio hasta 2060.
El 3 de noviembre de 2018, un MiG-29M de la Fuerza Aérea Egipcia se estrelló debido a un mal funcionamiento técnico durante un vuelo de entrenamiento de rutina. Piloto expulsado con seguridad.

### Serbia
La Fuerza Aérea de Serbia ha expresado su intención de comprar 12 MIG-29M/M2 para reemplazar sus MiG-21 envejecidos. Los informes de los medios indican que Serbia tiene la intención de comprar seis aviones MiG-29M/M2. En lugar de comprar MiG-29M en octubre de 2017, Rusia donó seis cazas MiG-29 usados a la Fuerza Aérea Serbia, y Serbia pagó para actualizarlos.

### Siria
Según los informes, la Fuerza Aérea Siria acordó comprar 24 MiG-29M/M2 en 2012. En julio de 2012 en el Salón Aeronáutico de Farnborough, Rusia anunció que no entregaría armas, incluidos aviones de combate, a Siria debido a la Guerra Civil de Siria en curso. El 31 de mayo de 2013, el director general de RSK MiG, Sergei Korotkov, declaró que la compañía planea firmar un contrato con Siria para entregar "más de 10" MiG-29 M/M2 y que una delegación siria estaba en Moscú para discutir los términos y plazos de un nuevo contrato de suministro de aviones de combate a Siria. A finales de mayo de 2020, se entregó un lote de MiG-29 de versión desconocida.

## Variantes
- MiG-29M / MiG-33 (Producto 9.15)

Variante avanzada de múltiples funciones para un solo asiento, con un fuselaje rediseñado, controles de vuelo mecánicos reemplazados por un sistema de vuelo por cable y con motores RD.3M ser.3M mejorados. El código de reporte de la OTAN es 'Fulcrum-E'. 
- MiG-29UBM (Producto 9.61)

Variante de entrenamiento de dos asientos del MiG-29M. Nunca construido. Continuó efectivamente bajo la designación 'MiG-29M2'. 
- MiG-29SMT (Producto 9.17)

Un paquete de actualización del MiG-29s de primera generación (9.12 a 9.13) que contiene muchas mejoras destinadas al MiG-29M. Los tanques de combustible adicionales en una columna más ampliada proporcionan un rango de vuelo máximo de 2,100 km con combustible interno. La cabina tiene un diseño HOTAS mejorado, dos MFD de cristal líquido de color de 152 × 203 mm (6 × 8 pulgadas) y dos pantallas LCD monocromáticas más pequeñas. El radar mejorado de Zhuk-ME proporciona características similares al MiG-29M. Las centrales eléctricas se actualizan con motores RD-33 ser.3 con empuje de poscombustión, con el mismo valor de 8,300 kgf (81.4 kN) cada una. La carga de armas se incrementó a 4,500 kg en seis underwing y un punto duro ventral, con opciones de armas similares a las de la variante MiG-29M. El avión mejorado también tiene un camino pintado para la aviónica y las armas de origen no ruso. 
- MiG-29UBT (Producto 9.51T)

Actualización estándar de SMT para el MiG-29UB. A saber, los usuarios, Argelia y Yemen. 
- MiG-29M2/MiG-29MRCA

Versión de MiG-29M en dos asientos. Características idénticas al MiG-29M, con un alcance de ferry ligeramente reducido de 1,800 km. El RAC MiG se presentó en varios espectáculos aéreos, por nombrar algunos, Quinta Exposición Internacional Aeronáutica y Aeroespacial de China (CIAAE 2004), AERO INDIA 2005 y MAKS 2005. Una vez se le dio la designación MiG-29MRCA con fines de mercadeo y se ha convertido en el MiG-35.

## Usuarios

### Actuales
Rusia
- Fuerza Aérea Rusa: 10 aviones en servicio.[13]

Egipto
- Fuerza Aérea Egipcia: 46 en servicio MiG-29M/M2 en servicio a partir de 2020.[14]

Siria
- Fuerza Aérea Siria: 24 MiG 29M/M2 en proceso de entrega en 2012, sin embargo, la entrega se realizará a partir de mediados de 2019.[15]

Argelia
- Fuerza Aérea Argelina: 14 MiG-29M/M2 en servicio.[16] Inicialmente Argelia tuvo un escándalo por la entrega aviones MiG-29SMT y MiG-29UBT los cuales fueron devueltos a Rusia e intercambiaron por Su-30MKA. Esto se debió a la mala calidad de fabricación y algunos equipos fueron desde principios de la década de 1990 cuando se construyó el avión.

### Contratos fallidos
Venezuela
- Aviación Militar Bolivariana: La FAV evaluó el avión en 2001, como una opción para reemplazar el ya envejecido Mirage-50EV, aunque las autoridades estuvieron impresionados con su desempeño, el acuerdo no se llevó a cabo, debido a la puesta en marcha del proyecto de modernización de los F-16 de Venezuela, tras el embargo de 2005 contra Venezuela, impulsado por USA, los rusos ofrecieron nuevamente el avión a la FAV, sin embargo, se decidió por adquirir unos 24 aviones del modelo Su-30MK2 a Sukhoi.

## Especificaciones (MiG-29M/M2)
Referencia datos: MiG-29M data, Warfare.ru, GlobalSecurity.org

### Características generales
- Tripulación: 1 o 2
- Longitud: 17,37 m
- Envergadura: 11,4 m
- Altura: 4,73 m
- Superficie alar: 38 m²
- Peso vacío: 13.380 kg
- Peso cargado: 17.500 kg
- Peso máximo al despegue: 22.400 kg
- Planta motriz: 2× turbofán con postquemador Klimov RD-33MK.
  - Empuje normal: 53 kN (5400 kgf; 11 905 lbf) de empuje cada uno.
  - Empuje con postquemador: 88,3 kN (9000 kgf; 19 841 lbf) de empuje cada uno.

### Rendimiento
- Velocidad máxima operativa (Vno): 

  - A gran altitud: 2.500 km/h (1.491 MPH; 1.296 kt) (Mach 2,25)
  - A baja altitud: 1.500 km/h (932 MPH; 810 kt) (Mach 1.25)
- Alcance: km
- Radio de acción: 1800 km 2000 km
- Alcance en combate: 600 km
- Alcance en ferry: 3.400 km , 3.200 km la versión biplaza
- Techo de vuelo: 18 000 m (59 055 ft)
- Régimen de ascenso: 330 m/s (64 960 ft/min)
- Carga alar: 442 kg/m²
- Empuje/peso: 1,02

### Armamento
- Cañones: 1× GSh-30-1 de calibre 30 mm, con 150 proyectiles
- Puntos de anclaje: 9 en total (8 pilones subalares y 1 pilón central) para cargar una combinación de:  
  - Bombas: 

    - Bombas convencionales:
      - 4× FAB-500 (500 kg)

    - Bombas de racimo:
      - 4× RBK-250, RBK-500 o RBK-750 (250, 500 y 750 kg respectivamente)

    - Bombas guiadas:
      - 4× KAB-500Kr (500 kg)

  - Cohetes: 

    - 4 × Contenedores de cohetes S-8
    - 6 × Contenedores de cohetes S-25

  - Misiles: 

    - Misiles aire-aire:
      - Corto alcance:
        - 8× R-73E. (AA-11 Archer)

      - Medio alcance:
        - 4× R-27R/ER/T/ET. (designación OTAN: AA-10 Alamo)
        - 8× RVV-AE (AA-12 Adder)

    - Misiles aire-superficie:
      - 4× Kh-31A o Kh-31P. (AS-17 Krypton)
      - 4× Kh-29T. (AS-14 Kedge)
      - 4× Kh-35E. (AS-20 Kayak)

### Desarrollos relacionados
- Mikoyan MiG-29
- Mikoyan MiG-29K
- Mikoyan MiG-35

### Aeronaves similares
- Boeing F/A-18E/F Super Hornet
- Lockheed Martin F-16 Fighting Falcon
- Boeing F-15SE Silent Eagle
- Dassault Rafale
- Saab 39 Gripen
- Eurofighter Typhoon
- Chengdu J-10
- Sujói Su-30MKI

### Secuencias de designación
- MiG-1 · MiG-3 · MiG-9 · MiG-15 · MiG-17 · MiG-19 · MiG-21 · MiG-23 · MiG-25 · MiG-27 · MiG-29 · MiG-31 · MiG-33  · MiG-35